# Torre Telecom Italia (Nápoles)
La Torre Telecom Italia es un rascacielos de 129 metros localizado en el distrito de negocios de Nápoles, Italia. Es actualmente el décimo rascacielos más alto en Italia. Fue durante quince años el edificio más alto de Italia, superando por 2 metros a la Torre Pirelli, en Milán, que conservaba este título desde 1960 hasta 1995.

## Descripción
El complejo consta de una torre central y dos edificios bajos que la rodean. La torre está cubierta de vidrio.
El frente tiene dos pilones revestidos de paneles blancos que comprenden el cuerpo de los ascensores y de las escaleras. Por el centro está situado el mirador que se aprecia como un corte horizontal negro en el medio, existe otro mirador casi en la cima de la torre, que ocupa casi toda la planta.
Es visible desde las colinas circundantes y desde diferentes partes de la ciudad, del puerto y de la estación de Nápoles Central.